# NGC 400
NGC 400は、うお座の恒星である。1866年12月30日に、ロバート・ボールによって記録されている。
ニュージェネラルカタログでは、「極度に暗く、非常に小さく、NGC 403が東にある」と記述されている。